# Poa clelandii
Poa clelandii är en gräsart som beskrevs av Joyce Winifred Vickery. Poa clelandii ingår i släktet gröen, och familjen gräs. Inga underarter finns listade i Catalogue of Life.